# Pinell de Solsonès
Pinell de Solsonès är en kommun i Spanien.   Den ligger i provinsen Província de Lleida och regionen Katalonien, i den östra delen av landet, 500 km öster om huvudstaden Madrid. Antalet invånare är 210. Arean är 91 kvadratkilometer. Pinell de Solsonès gränsar till Bassella, Castellar de la Ribera, Olius, Llobera, Biosca, Sanaüja, Torrefeta i Florejacs och Vilanova de l'Aguda. 
Terrängen i Pinell de Solsonès är kuperad åt nordväst, men åt sydost är den platt.